# Toby Keith
Toby Keith Covel, känd som Toby Keith, född 8 juli 1961 i Clinton, Oklahoma, död 5 februari 2024 i Oklahoma, var en amerikansk countryartist.

## Biografi
Efter high school tog Keith jobb på oljefälten i Oklahoma. Samtidigt började han spela i sitt första band The Easy Money Band, som koncentrerade sig på bluegrass och Alabama-influerad country mixad med rock'n'roll. Efter några år så blev det dåliga tider för oljeindustrin. Efter att ha blivit arbetslös började Keith spela amerikansk fotboll i semiprofessionella Oklahoma City Drillers.
När det inte verkade bli någon fortsatt karriär inom sporten bestämde han sig för att satsa allt på musiken, och började turnera mer och mer. Han spelade in demos och skickade in dem till olika bolag i hopp om att få kontrakt. En av hans demos hamnade i händerna på producenten Harol Shedd som hjälpte honom att få kontrakt hos Mercury Records. Hans första album, Toby Keith, gavs ut 1993.
Han är dessutom en av de country-artister som var mest kritisk till Natalie Maines, sångerska i Dixie Chicks, uttalande under en konsert i London där hon sa att "Vi skäms över att vår president kommer från Texas".
Sedan 2005 hade Keith ett eget skivbolag vid namn Show Dog Nashville. Han startade det för att han hade ledsnat på hur skivbolagen behandlade nya stjärnor inom countryn.
Han spelade in sin första film 2006, Broken Bridges, där han spelar en avdankad countrysångare som återvänder till sin hemstad. Andra medverkande i filmen är bland annat Willie Nelson, Burt Reynolds och Tess Harper.
Keith var en mycket stor supporter till amerikanska fotbollslaget Oklahoma Sooners och syntes ofta på deras matcher.

## Diskografi
Album
- 1993 – Toby Keith (Mercury)
- 1995 – Christmas to Christmas (Polygram)
- 1995 – Boomtown (Polygram)
- 1996 – Blue Moon (Toby Keith album) (A&M)
- 1997 – Dream Walkin' (Mercury)
- 1998 – Greatest Hits Volume One (Mercury)
- 1999 – How Do You Like Me Now?! (DreamWorks)
- 2001 – Pull My Chain (DreamWorks)
- 2002 – Unleashed (Toby Keith album) (DreamWorks)
- 2003 – 20th Century Masters: The Millennium Collection (Mercury)
- 2003 – Shock'n Y'All (DreamWorks)
- 2004 – Greatest Hits, Vol. 2 (DreamWorks)
- 2005 – Honkytonk University (DreamWorks Nashville)
- 2006 – White Trash with Money (Show Dog Nashville/Universal)
- 2007 – Big Dog Daddy (Show Dog Nashville)
- 2007 – A Classic Christmas (Show Dog Nashville)
- 2008 – 35 Biggest Hits (Show Dog Nashville)
- 2009 – American Ride (Show Dog Nashville)
- 2011 – Clancy's Tavern (Show Dog Nashville/Universal)
- 2012 – Hope on the Rocks (Show Dog Nashville/Universal)
- 2013 – Drinks After Work (Universal)
- 2015 – 35 MPH Town (Show Dog Nashville)
- 2017 – The Bus Songs (Thirty Tigers)